# Střelice (Znojmói járás)
Střelice település Csehországban, a Znojmói járásban. Střelice Rozkoš, Jiřice u Moravských Budějovic, Hostim, Jevišovice, Slatina, Boskovštejn és Černín településekkel határos. Lakosainak száma 172 fő (2024. január 1.).

## Népesség
A település lakosságának változását az alábbi diagram mutatja:
| Lakosok száma | 522  | 646  | 626  | 407  | 286  | 163  | 160  | 153  | 151  | 172  |
|               | 1869 | 1890 | 1921 | 1950 | 1980 | 2001 | 2017 | 2019 | 2022 | 2024 |